# Los Straitjackets
Los Straitjackets est un groupe américain de rock instrumental, originaire de Nashville.

## Histoire
Eddie Angel est un guitariste rockabilly réputé quand il déménage à Nashville au début des années 1980 pour enregistrer et jouer avec les Planet Rockers. Danny Amis enregistre et joue avec les Raybeats, groupe de New York de 1980 à 1984, puis travaille comme ingénieur du son à Nashville. Les deux forment The Straitjackets en 1988 avec Jimmy Lester, un joueur de session de Nashville qui joue et tourne avec Webb Wilder et Robert Gordon. Ils donnent plusieurs concerts au cours de l'été, mais se séparent rapidement.
En 1994, ils se reforment sous le nom de Los Straitjackets, ajoutant le bassiste Scott Esbeck. Le premier album, The Utterly Fantastic and Totally Incroyable Sound of Los Straitjackets, sort l'année suivante sur Upstart Records. Dans le renouveau de la surf music après le film Pulp Fiction, le groupe commence à attirer des adeptes, même si sa musique n'est pas entièrement orientée surf.
Au cours des années suivantes, le groupe développe un intérêt grâce à son instrumentation serrée et ses spectacles sur scène. Lors de leurs performances live, les membres du groupe portent des costumes noirs identiques, des médaillons aztèques dorés et des masques de Lucha libre personnalisés. Danny Amis, fan des films Luchador et de la culture mexicaine, avait suggéré au groupe de porter les masques qu'il avait achetés au Mexique lors du premier concert du groupe sur un coup de tête ; la foule se déchaîne et une tradition est née. Le leader Amis (alias "Daddy-O Grande") est le seul porte-parole du groupe et présente les chansons dans un espagnol rapide et fortement accentué.
En 1998, Esbeck quitte le groupe lors de l'enregistrement de The Velvet Touch of Los Straitjackets et est remplacé par Pete Curry, anciennement des Halibuts, un groupe de revival du surf des années 1980. En 2005, Lester quitte le groupe et est remplacé par Jason "Teen Beat" Smay. Ils deviennent des collaborateurs fréquents, enregistrant Sing Along with Los Straitjackets avec un nombre d'artistes différents. Ils sont nominés pour un Grammy Award pour Rock 'N' Roll City, la collaboration avec le chanteur de blues Eddy Clearwater.
Les spectacles sur scène sont plus élaborés et comportent fréquemment des chorégraphies, des chanteurs invités tels que Eddy Clearwater, Kaiser George du groupe écossais The Kaisers, Big Sandy et la troupe de danse burlesque The World Famous Pontani Sisters.
Los Straitjackets fournit une partie de la musique du film indépendant Psycho Beach Party et apparaît brièvement dans le film sorti en 2000. Ils enregistrent également deux albums de musique spécifiquement destinés à un usage télévisuel et commercial, et leur travail est souvent entendu comme musique de fond ou de fond dans des émissions de radio et de télévision. Conan O'Brien demande au groupe d'interpréter de la musique de Noël à chaque période des fêtes dans son émission télévisée de fin de soirée de 1995 à 2000.
En 2010, Danny Amis reçoit un diagnostic de myélome multiple. Il arrête les enregistrements et les tournées pendant son traitement. Los Straitjackets recrute le guitariste Greg "Gregorio El Grande" Townson pour l'intérim. Amis annonce que son cancer est sous contrôle et qu'il revient à l'enregistrement et à des tournées limitées avec Los Straitjackets en septembre 2012. Cela coïncide avec la nouvelle sortie studio du groupe Jet Set et les débuts du nouveau batteur Chris "Sugar Balls" Sprague. Amis s'installe à Mexico.
Fin 2016, Los Straitjackets doivent se lancer dans une tournée avec NRBQ. Avant la tournée, Pete Curry doit subir une arthroplastie de l'épaule. Pendant sa convalescence, ses remplaçants sont le fils d'Eddie, Max, Todd Bradley des Hi-Risers et Juan Ugalde de The Outta Sites.
Le 19 mai 2017, le groupe sort What's So Funny About Peace, Love And..., un hommage à la musique de Nick Lowe, chez Yep Roc Records. Danny Amis quitte le groupe ensuite. En 2019, le groupe se lancé dans une tournée au Royaume-Uni avec Lowe puis aux États-Unis en 2023.

## Discographie
Albums studios
- The Utterly Fantastic and Totally Unbelievable Sound of Los Straitjackets (1995)
- ¡Viva! Los Straitjackets (1996)
- The Velvet Touch of Los Straitjackets (1999)
- Sing Along with Los Straitjackets (2001)
- Encyclopedia of Sound (2001)
- ’Tis the Season for Los Straitjackets! (2002)
- Supersonic Guitars in 3-D (2003)
- Play Favorites (2004)
- Encyclopedia of Sound, Vol. 2 (2005)
- The Further Adventures of Los Straitjackets (2009)
- Yuletide Beat (2009)
- Jet Set (2012)
- Play The Great Instrumental Hits!!!!!! (2014) (Record Store Day Release)
- What's So Funny About Peace Love And... (2017)
- Channel Surfing (EP) (2019)